# Edmund Clerihew Bentley
Edmund Clerihew Bentley (Londen 10 juli 1875 – 30 maart 1956), was een Brits schrijver, humorist en journalist.
Bentley is de schrijver van Trent's Last Case (1913), wat gezien wordt als het eerste echt moderne detectiveverhaal.
Tevens is hij de bedenker van de clerihew, een humoristische dichtvorm gebaseerd op biografische onderwerpen.
Bentley trouwde in 1902 met Violet Boileau. Zij kregen twee zoons.